# Lijst van meest bezochte attractieparken
Dit is een lijst van meest bezochte attractieparken in de wereld. Deze lijst is samengesteld door de Themed Entertainment Association en wordt elk jaar uitgebracht in de Theme and Museum Index.

## Themaparkgroepen
Dit onderdeel gaat over de 10 grootste themaparkgroepen, geordend volgens de som van het aantal bezoekers in hun parken.
Van veel groepen zijn de bezoekerscijfers van 2020 en 2021, uit de coronaperiode toen hun parken minder bezoekers mochten ontvangen, niet bekend.
| Plaats | Themaparkgroep                       | Land                | 2010        | 2011        | 2012        | 2013        | 2014        | 2015        | 2016        | 2017        | 2018        | 2019        | 2020 | 2021 | 2022        | 2023        |
| ------ | ------------------------------------ | ------------------- | ----------- | ----------- | ----------- | ----------- | ----------- | ----------- | ----------- | ----------- | ----------- | ----------- | ---- | ---- | ----------- | ----------- |
| 1      | Disney Experiences                   | Verenigde Staten    | 120.600.000 | 121.400.000 | 126.479.000 | 132.549.000 | 134.330.000 | 137.902.000 | 140.403.000 | 150.014.000 | 157.311.000 | 155.991.000 |      |      | 121.027.000 | 142.083.000 |
| 2      | Fantawild                            | China               |             |             | 9.193.000   | 13.188.000  | 13.020.000  | 23.093.000  | 31.639.000  | 38.495.000  | 42.074.000  | 50.393.000  |      |      | 40.530.000  | 85.690.000  |
| 3      | Merlin Entertainments Group          | Verenigd Koninkrijk | 41.000.000  | 46.400.000  | 54.000.000  | 59.800.000  | 62.800.000  | 62.900.000  | 61.200.000  | 66.000.000  | 66.400.000  | 67.000.000  |      |      | 55.100.000  | 62.100.000  |
| 4      | Universal Destinations & Experiences | Verenigde Staten    | 26.300.000  | 30.800.000  | 34.515.000  | 36.360.000  | 40.152.000  | 44.884.000  | 47.356.000  | 49.458.000  | 50.068.000  | 51.243.000  |      |      | 51.380.000  | 60.810.000  |
| 5      | Chimelong Group                      | China               |             |             |             | 11.672.000  | 18.659.000  | 23.587.000  | 27.362.000  | 31.031.000  | 34.007.000  | 37.018.000  |      |      | 14.540.000  | 36.090.000  |
| 6      | OCT Parks China                      | China               | 19.300.000  | 21.730.000  | 23.359.000  | 26.180.000  | 27.990.000  | 30.180.000  | 32.270.000  | 42.880.000  | 49.350.000  | 53.970.000  |      |      | 22.710.000  | 35.710.000  |
| 7      | Cedar Fair Entertainment Company     | Verenigde Staten    | 22.800.000  | 23.400.000  | 23.600.000  | 23.519.000  | 23.305.000  | 24.448.000  | 25.104.000  | 25.700.000  | 25.912.000  | 27.938.000  |      |      | 26.887.000  | 26.700.000  |
| 8      | Six Flags Inc.                       | Verenigde Staten    | 24.300.000  | 24.300.000  | 25.750.000  | 26.100.000  | 25.638.000  | 28.557.000  | 30.108.000  | 30.789.000  | 32.024.000  | 32.811.000  |      |      | 20.471.000  | 22.206.000  |
| 9      | United Parks & Resorts               | Verenigde Staten    | 22.400.000  | 23.600.000  | 24.310.000  | 23.400.000  | 22.399.000  | 22.471.000  | 22.000.000  | 20.800.000  | 22.582.000  | 22.624.000  |      |      | 21.940.000  | 21.606.000  |
| 10     | Parques Reunidos                     | Spanje              | 25.800.000  | 26.220.000  | 27.130.000  | 26.017.000  | 22.206.000  | 22.154.000  | 20.825.000  | 20.600.000  | 20.900.000  | 22.195.000  |      |      | 18.500.000  | 19.340.000  |

## Themaparken

### Wereldwijd
Dit onderdeel gaat over de 25 grootste themaparken wereldwijd, geordend volgens het aantal bezoekers. Door de coronapandemie en bijbehorende -maatregelen die in elk land anders waren, mochten de attractieparken enkele periodes tussen 2020 en 2022 beperkt tot geen bezoekers toelaten. Dit veroorzaakte onrealistische verschuivingen van de bezoekersaantallen, waardoor die jaren niet zo representatief zijn.
| Plaats | Themapark                                             | Locatie                                      | 2010       | 2011       | 2012       | 2013       | 2014       | 2015       | 2016       | 2017       | 2018       | 2019       | 2020      | 2021       | 2022       | 2023       |
| ------ | ----------------------------------------------------- | -------------------------------------------- | ---------- | ---------- | ---------- | ---------- | ---------- | ---------- | ---------- | ---------- | ---------- | ---------- | --------- | ---------- | ---------- | ---------- |
| 1      | Magic Kingdom (Walt Disney World Resort)              | Lake Buena Vista, Florida, Verenigde Staten  | 16.972.000 | 17.142.000 | 17.536.000 | 18.588.000 | 19.332.000 | 20.492.000 | 20.395.000 | 20.450.000 | 20.859.000 | 20.963.000 | 6.941.000 | 12.691.000 | 17.133.000 | 17.720.000 |
| 2      | Disneyland Park (Disneyland Resort)                   | Anaheim, Californië, Verenigde Staten        | 15.980.000 | 16.140.000 | 15.963.000 | 16.202.000 | 16.769.000 | 18.279.000 | 17.943.000 | 18.300.000 | 18.666.000 | 18.666.000 | 3.674.000 | 8.573.000  | 16.881.000 | 17.250.000 |
| 3      | Universal Studios Japan                               | Osaka, Japan                                 | 8.160.000  | 8.500.000  | 9.700.000  | 10.100.000 | 11.800.000 | 13.900.000 | 14.500.000 | 14.935.000 | 14.300.000 | 14.500.000 | 4.901.000 | 5.500.000  | 12.350.000 | 16.000.000 |
| 4      | Tokyo Disneyland (Tokyo Disney Resort)                | Tokio, Japan                                 | 14.452.000 | 13.996.000 | 14.847.000 | 17.214.000 | 17.300.000 | 16.600.000 | 16.540.000 | 16.600.00  | 17.907.000 | 17.910.000 | 4.160.000 | 6.300.000  | 12.000.000 | 15.100.000 |
| 5      | Shanghai Disneyland                                   | Shanghai, China                              |            |            |            |            |            |            | 5.600.000  | 11.000.000 | 11.800.000 | 11.210.000 | 5.550.000 | 8.480.000  | 5.300.000  | 14.000.000 |
| 6      | Chimelong Ocean Kingdom                               | Hengqin, Zhuhai China                        |            |            |            |            | 5.504.000  | 7.486.000  | 8.474.000  | 9.788.000  | 10.830.000 | 11.736.000 | 4.797.000 | 7.452.000  | 4.400.000  | 12.520.000 |
| 7      | Tokyo DisneySea (Tokyo Disney Resort)                 | Tokio, Japan                                 | 12.663.000 | 11.930.000 | 12.656.000 | 14.084.000 | 14.100.000 | 13.600.000 | 13.460.000 | 13.500.000 | 14.651.000 | 14.650.000 | 3.400.000 | 5.800.000  | 10.100.000 | 12.400.000 |
| 8      | Epcot (Walt Disney World Resort)                      | Lake Buena Vista, Florida, Verenigde Staten  | 10.825.000 | 10.825.000 | 11.063.000 | 11.229.000 | 11.454.000 | 11.798.000 | 11.712.000 | 12.200.000 | 12.444.000 | 12.444.000 | 4.044.000 | 7.752.000  | 10.000.000 | 10.980.000 |
| 9      | Disneyland Park (Disneyland Paris)                    | Marne-la-Vallée, Frankrijk                   | 10.500.000 | 10.990.000 | 11.200.000 | 10.430.000 | 9.940.000  | 9.790.000  | 8.400.000  | 9.660.000  | 9.843.000  | 9.745.000  | 2.620.000 | 3.500.000  | 9.930.000  | 10.400.000 |
| 10     | Disney's Hollywood Studios (Walt Disney World Resort) | Lake Buena Vista, Florida, Verenigde Staten  | 9.603.000  | 9.699.000  | 9.912.000  | 10.110.000 | 10.312.000 | 10.828.000 | 10.776.000 | 10.722.000 | 11.258.000 | 11.483.000 | 3.675.000 | 8.589.000  | 10.900.000 | 10.300.000 |
| 11     | Islands of Adventure (Universal Orlando Resort)       | Orlando, Florida, Verenigde Staten           | 5.949.000  | 7.674.000  | 7.981.000  | 8.141.000  | 8.141.000  | 8.792.000  | 9.362.000  | 9.549.000  | 9.788.000  | 10.375.000 | 4.005.000 | 9.077.000  | 11.250.000 | 10.000.000 |
| 11     | Disney California Adventure (Disneyland Resort)       | Anaheim, Californië, Verenigde Staten        | 6.287.000  | 6.341.000  | 7.775.000  | 8.514.000  | 8.769.000  | 9.383.000  | 9.295.000  | 9.574.000  | 9.861.000  | 9.861.000  | 1.919.000 | 4.977.000  | 9.000.000  | 10.000.000 |
| 13     | Universal Studios Florida (Universal Orlando Resort)  | Orlando, Florida, Verenigde Staten           | 5.925.000  | 6.044.000  | 6.195.000  | 7.062.000  | 8.263.000  | 9.585.000  | 9.998.000  | 10.198.000 | 10.708.000 | 10.922.000 | 4.096.000 | 8.987.000  | 10.750.000 | 9.750.000  |
| 14     | Universal Studios Hollywood                           | Universal City, Californië, Verenigde Staten | 5.040.000  | 5.141.000  | 5.912.000  | 6.148.000  | 6.824.000  | 7.097.000  | 8.086.000  | 9.056.000  | 9.147.000  | 9.147.000  | 1.299.000 | 5.505.000  | 8.400.000  | 9.660.000  |
| 15     | Universal Studios Beijing                             | Peking, Japan                                | -          | -          | -          | -          | -          | -          | -          | -          | -          | -          | -         | ?          | 4.300.000  | 9.000.000  |
| 16     | Disney's Animal Kingdom (Walt Disney World Resort)    | Lake Buena Vista, Florida, Verenigde Staten  | 9.686.000  | 9.783.000  | 9.998.000  | 10.198.000 | 10.402.000 | 10.922.000 | 10.844.000 | 12.500.000 | 13.750.000 | 13.888.000 | 4.166.000 | 7.194.000  | 9.027.000  | 8.770.000  |
| 17     | Hong Kong Disneyland                                  | Hongkong                                     | 5.200.000  | 5.900.000  | 6.700.000  | 7.400.000  | 7.500.000  | 6.800.000  | 6.100.000  | 6.200.000  | 6.700.000  | 5.695.000  | 1.700.000 | 2.800.000  | 3.400.000  | 6.400.000  |
| 18     | Europa Park                                           | Rust, Duitsland                              | 4.250.000  | 4.500.000  | 4.600.000  | 4.900.000  | 5.000.000  | 5.500.00   | 5.600.000  | 5.700.000  | 5.720.000  | 5.750.000  | 2.500.000 | 3.000.000  | 5.400.000  | 6.000.000  |
| 19     | Everland                                              | Yongin, Gyeonggi-Do, Zuid-Korea              | 6.884.000  | 6.570.000  | 6.853.000  | 7.303.000  | 7.381.000  | 7.423.000  | 6.970.000  | 6.310.000  | 5.850.000  | 6.606.000  | 2.760.000 | 3.710.000  | 5.770.000  | 5.880.000  |
| 20     | Walt Disney Studios Park (Disneyland Paris)           | Marne-la-Vallée, Frankrijk                   | 4.500.000  | 4.710.000  | 4.800.000  | 4.470.000  | 4.260.000  | 5.050.000  | 4.970.000  | 5.200.000  | 5.298.000  | 5.245.000  | 1.410.000 | 1.884.000  | 5.340.000  | 5.700.000  |
| 21     | Chimelong Paradise                                    | Guangzhou, China                             | 2.400.000  | 2.700.000  | 2.970.000  | 3.200.000  | 3.351.000  | 3.619.000  | 3.836.000  | 4.181.000  | 4.680.000  | 4.905.000  | 2.681.000 | 3.890.000  | 2.300.000  | 5.580.000  |
| 22     | Efteling                                              | Kaatsheuvel, Nederland                       | 4.000.000  | 4.125.000  | 4.200.000  | 4.150.000  | 4.400.000  | 4.680.000  | 4.764.000  | 5.180.000  | 5.400.000  | 5.400.000  | 2.900.000 | 3.300.000  | 5.430.000  | 5.560.000  |
| 23     | Lotte World                                           | Seoel, Zuid-Korea                            | 5.551.000  | 5.780.000  | 6.383.000  | 7.400.000  | 7.606.000  | 7.310.000  | 8.150.000  | 6.714.000  | 5.960.000  | 5.953.000  | 1.560.000 | 2.460.000  | 4.520.000  | 5.190.000  |
| 24     | Zigong Fantawild Dino Kingdom                         | Zigong, China                                | -          | -          | -          | -          | -          | -          | -          | -          | -          | -          | -         | -          | 1.749.000  | 4.860.000  |
| 25     | Mianyang Fantawild Oriental Heritage                  | Mianyang, China                              | -          | -          | -          | -          | -          | -          | -          | -          | -          | -          | ?         | ?          | 2.611.000  | 4.620.000  |

### Emea
Dit onderdeel gaat over de 20 bestbezochte themaparken in de zone Europe, Middle East & Africa. 19 van de 20 parken zijn in Europa gelegen.
Door de coronacris en bijbehorende maatregelen die in elk land anders waren, mochten veel parken in 2020 en 2021  een stuk minder bezoekers toelaten dan normaal het geval, bijvoorbeeld doordat veel parken een aantal weken verplicht moesten sluiten.
| Plaats | Themapark                                   | Locatie                               | 2010       | 2011       | 2012       | 2013       | 2014      | 2015      | 2016      | 2017      | 2018      | 2019      | 2020      | 2021      | 2022      | 2023       |
| ------ | ------------------------------------------- | ------------------------------------- | ---------- | ---------- | ---------- | ---------- | --------- | --------- | --------- | --------- | --------- | --------- | --------- | --------- | --------- | ---------- |
| 1      | Disneyland Park (Disneyland Paris)          | Marne-la-Vallée, Frankrijk            | 10.500.000 | 10.990.000 | 11.200.000 | 10.430.000 | 9.940.000 | 9.790.000 | 8.400.000 | 9.660.000 | 9.843.000 | 9.745.000 | 2.620.000 | 3.500.000 | 9.930.000 | 10.400.000 |
| 2      | Europa Park                                 | Rust, Duitsland                       | 4.250.000  | 4.500.000  | 4.600.000  | 4.900.000  | 5.000.000 | 5.500.000 | 5.600.000 | 5.700.000 | 5.720.000 | 5.750.000 | 2.500.000 | 3.000.000 | 5.400.000 | 6.000.000  |
| 3      | Walt Disney Studios Park (Disneyland Paris) | Marne-la-Vallée, Frankrijk            | 4.500.000  | 4.710.000  | 4.800.000  | 4.470.000  | 4.260.000 | 5.050.000 | 4.970.000 | 5.200.000 | 5.298.000 | 5.245.000 | 1.410.000 | 1.884.000 | 5.340.000 | 5.700.000  |
| 4      | Efteling                                    | Kaatsheuvel, Nederland                | 4.000.000  | 4.125.000  | 4.200.000  | 4.150.000  | 4.400.000 | 4.680.000 | 4.764.000 | 5.180.000 | 5.400.000 | 5.400.000 | 2.900.000 | 3.300.000 | 5.430.000 | 5.560.000  |
| 5      | Tivoli Gardens                              | Kopenhagen, Denemarken                | 3.696.000  | 3.963.000  | 4.033.000  | 4.200.000  | 4.478.000 | 4.733.000 | 4.640.000 | 4.640.000 | 4.850.000 | 4.581.000 | 1.628.000 | 2.400.000 | 3.864.000 | 4.031.000  |
| 6      | PortAventura                                | Salou, Spanje                         | 3.050.000  | 3.522.000  | 3.540.000  | 3.400.000  | 3.500.000 | 3.600.000 | 3.600.000 | 3.650.000 | 3.650.000 | 3.750.000 | 700.000   | 2.400.000 | 3.750.000 | 3.975.000  |
| 7      | Gardaland                                   | Castelnuovo del Garda, Italië         | 2.800.000  | 2.850.000  | 2.700.000  | 2.700.000  | 2.750.000 | 2.850.000 | 2.880.000 | 2.600.000 | 2.900.000 | 2.920.000 | 1.350.000 | 2.200.000 | 2.950.000 | 3.070.000  |
| 8      | Parc Astérix                                | Plailly, Frankrijk                    | 1.663.000  | 1.595.000  | 1.723.000  | 1.620.000  | 1.800.000 | 1.850.000 | 1.850.000 | 2.000.000 | 2.174.000 | 2.326.000 | 1.163.000 | 1.300.000 | 2.632.000 | 2.815.000  |
| 9      | Puy du Fou                                  | Les Epesses, Frankrijk                | 1.470.000  | 1.500.000  | 1.600.000  | 1.740.000  | 1.912.000 | 2.050.000 | 2.220.000 | 2.260.000 | 2.305.000 | 2.308.000 | 923.000   | 1.616.000 | 2.342.000 | 2.500.000  |
| 10     | Legoland Windsor                            | Windsor, Verenigd Koninkrijk          | 1.900.000  | 1.900.000  | 2.000.000  | 2.050.000  | 2.200.000 | 2.250.000 | 2.183.000 | 2.250.000 | 2.315.000 | 2.430.000 | 450.000   | 1.500.000 | 2.400.000 | 2.420.000  |
| 11     | Alton Towers                                | Staffordshire, Verenigd Koninkrijk    | 3.000.000  | 2.750.000  | 2.400.000  | 2.500.000  | 2.900.000 | 1.925.000 | 1.980.000 | 1.900.000 | 2.100.000 | 2.130.000 | 670.000   | 1.800.000 | 2.300.000 | 2.350.000  |
| 15     | Legoland Billund                            | Billund, Denemarken                   | 1.650.000  | 1.600.000  | 1.650.000  | 1.800.000  | 1.925.000 | 2.050.000 | 2.091.000 | 2.200.000 | 1.850.000 | 1.950.000 | 700.000   | 850.000   | 2.243.000 | 2.350.000  |
| 13     | Liseberg                                    | Göteborg, Zweden                      | 2.900.000  | 2.900.000  | 2.800.000  | 2.860.000  | 3.100.000 | 3.100.000 | 3.070.000 | 3.061.000 | 3.055.000 | 2.950.000 | 0         | 1.447.000 | 2.500.000 | 2.300.000  |
| 14     | Phantasialand                               | Brühl, Duitsland                      | 1.850.000  | 1.750.000  | 1.750.000  | 1.750.000  | 1.845.000 | 1.900.000 | 1.995.000 | 1.995.000 | 2.000.000 | 2.050.000 | 1.000.000 | 1.080.000 | 2.100.000 | 2.140.000  |
| 15     | Parque Warner                               | Madrid, Spanje                        | 1.193.000  | ?          | ?          | 1.160.000  | 1.460.000 | 1.641.000 | 1.800.000 | 1.840.000 | 2.185.000 | 2.232.000 | 450.000   | 1.300.000 | 1.860.000 | 2.000.000  |
| 16     | Futuroscope                                 | Poitiers, Frankrijk                   | 1.825.000  | 1.741.000  | 1.730.000  | 1.464.000  | 1.665.000 | 1.800.000 | 1.900.000 | 2.000.000 | 1.850.000 | 1.900.000 | 900.000   | 1.100.000 | 1.920.000 | 1.975.000  |
| 17     | Warner Bros. World Abu Dhabi                | Abu Dhabi, VAE                        | -          | -          | -          | -          | -         | -         | -         | -         | -         |           |           |           | 1.650.000 | 1.750.000  |
| 18     | Heide-Park                                  | Soltau, Duitsland                     | 1.350.000  | 1.350.000  | 1.300.000  | 1.400.000  | 1.475.000 | 1.525.000 | 1.540.000 | 1.480.000 | 1.660.000 | 1.700.000 | 950.000   | 1.300.000 | 1.600.000 | 1.680.000  |
| 19     | Thorpe Park                                 | Chertsey, Surrey, Verenigd Koninkrijk | 1.900.000  | 1.900.000  | 1.800.000  | 2.000.000  | 2.100.000 | 1.850.000 | 1.800.000 | 1.800.000 | 1.880.000 | 1.900.000 | 600.000   | 1.700.000 | 1.600.000 | 1.620.000  |
| 20     | Legoland Deutschland                        | Günzburg, Duitsland                   | ?          | ?          | ?          | ?          | ?         | ?         | ?         | 2.150.000 | 1.650.000 | 1.700.000 | 750.000   | 900.000   | 1.500.000 | 1.575.000  |